# Ковалёва, Лиана Ароновна
Лиа́на Аро́новна Ковалёва (род. 22 декабря 1951, Уфа, БАССР, РСФСР, СССР) — советский и российский физик.

## Биография
Родилась 22 декабря 1951 года в городе Уфе БАССР РСФСР СССР.
В 1974 году окончила Башкирский государственный университет (ныне — ФГБОУ ВО «БГУ»). С 1976 года — научный сотрудник, с 2003-го — заведующая кафедрой прикладной физики.
С 1998 года — доктор технических наук, с 2000-го — профессор.

## Научная деятельность
Научная деятельность посвящена физике пористых и механике сплошных сред, термодинамике дисперсных и многокомпонентных систем, решению прикладных задач.
Провела исследования явлений фильтрации многофазных систем и тепломассопереноса в многокомпонентных системах при воздействии на них внешних физических полей (в том числе высокочастотного электронно‑магнитного поля); предложен способ разработки месторождений высоковязких нефтей.
Обнаружила явление электро-термодиффузии, обусловленное взаимодействием высокочастотного электронно-магнитного поля с многокомпонентными системами.
Является автором 28 изобретений и свыше 230 научных работ.

### Научные работы
- Термодинамика и явления переноса в дисперсных системах в электромагнитном поле. — Уфа, 1998 (в качестве соавтора)[1];
- Неравновесная термодинамика дисперсных систем в электромагнитном поле. — Уфа, 2000 (в качестве соавтора)[1];
- Некоторые аспекты взаимодействия электромагнитных полей с поляризующимися средами. — Уфа, 2004 (в качестве соавтора)[1].

## Награды
- Почётное звание «Почётный работник высшего профессионального образования Российской Федерации» (2006)[1];
- Почётное звание «Заслуженный деятель науки Республики Башкортостан» (2012)[1].